# Narodowe Muzeum Morskie w Gdańsku

logotyp placówki

Narodowe Muzeum Morskie w Gdańsku (do 10 grudnia 2013 Centralne Muzeum Morskie w Gdańsku) – narodowa instytucja kultury, muzeum przyjmujące za swoje posłannictwo ochronę dziedzictwa nautologicznego, poprzez gromadzenie i zabezpieczanie zabytków związanych z żeglugą, szkutnictwem, okrętownictwem, rybołówstwem oraz upowszechniające wiedzę o nich, a także o morskiej historii Polski i jej gospodarce.
Muzeum realizuje swoją misję poprzez prace badawcze, konserwację zabytków, organizację wystaw i uczestnictwo w stowarzyszeniach muzealniczych. Muzeum stara się skupić wokół siebie ludzi, instytucje, urzędy i firmy związane z gospodarką morską, tak aby móc przy ich wsparciu realizować swoje cele i wypełniać wyznaczoną misję.
W 2024 wszystkie oddziały Muzeum zwiedziło 389 364 osób, a w rekordowym 2017 – 469 836.

## Historia
W 1958 powołane zostało Towarzystwo Przyjaciół Muzeum. Z jego inicjatywy, z udziałem Przemysława Smolarka (pracownika Muzeum Narodowego w Szczecinie), w Dworze Artusa zorganizowano wystawę „Od wiosła do napędu atomowego”. Przemysław Smolarek zabiegał o utworzenie Muzeum Morskiego i jego zabiegi zakończyły się sukcesem. W 1959 odpowiednie ministerstwa oraz Muzeum Techniki i Przemysłu NOT zadecydowały o utworzeniu takiego muzeum w Gdańsku i zleciły P. Smolarkowi prace przygotowawcze. Oficjalnie muzeum powołano 1 stycznia 1962, a Przemysław Smolarek został mianowany jego dyrektorem w marcu tego roku. Na tym stanowisku pozostał do swej śmierci w 1991.
Pierwszą siedzibą Muzeum był gdański Żuraw, lecz wkrótce Muzeum zaczęło się rozrastać. W 1963 otwarto nowy oddział Muzeum Latarnictwa w Rozewiu (obecnie w gestii Towarzystwa Przyjaciół Narodowego Muzeum Morskiego, ale nie jest już oddziałem) zaś w 1972 Muzeum Rybołówstwa w Helu. W tym samym roku zmieniono nazwę na Centralne Muzeum Morskie.
W 1977 Muzeum rozszerzyło się na odrestaurowany budynek przyległy do Żurawia zwany Składem Kolonialnym. W 1981 Muzeum przejęło parowiec Sołdek, pierwszy statek pełnomorski zbudowany po II wojnie światowej w Polsce, a w 1982 – Dar Pomorza – żaglowiec, będący wcześniej statkiem szkolnym Wyższej Szkoły Morskiej w Gdyni. W 1984 otwarto kolejny oddział – Muzeum Wisły w Tczewie. Od 1989 Muzeum przejmowało odrestaurowane spichrze na Ołowiance, będącej dawniej centrum gdańskiego portu. W 2010 Muzeum zostało odznaczone Srebrnym Medalem „Zasłużony Kulturze Gloria Artis”. W 2012 na miejscu dawnego budynku Składu Kolonialnego wybudowano Ośrodek Kultury Morskiej – kolejny oddział Muzeum. W grudniu 2013 nazwa Muzeum została zmieniona na Narodowe Muzeum Morskie w Gdańsku. W 2016 otwarto kolejny oddział – Centrum Konserwacji Wraków Statków w Tczewie, w sąsiedztwie Muzeum Wisły.

## Dyrektorzy
- dr hab. Przemysław Smolarek (1962–1991)
- doc. dr hab. Andrzej Zbierski (1991–2001)
- dr inż. Jerzy Litwin (2001–2018)
- dr Robert Domżał (2019–2024)[5][8]
- Szymon Kulas (od 2025, od 2024 jako p.o.)[9][10]

## Kierownictwo[11]
- Szymon Kulas – dyrektor
- Marcin Westphal – zastępca dyrektora
- Dorota Nahajowska – zastępca dyrektora

## Oddziały Muzeum
- Spichlerze na Ołowiance (Gdańsk) – siedziba Muzeum; w głównym budynku Muzeum można zwiedzić trzy wystawy stałe: „Polacy na morzach świata”, „Archeologia Morska i Nurkowanie”, „Galerię Morską” (ekspozycja malarstwa marynistycznego) oraz wystawy czasowe; oprócz wystaw znajdują się tam m.in. archiwum, biblioteka z czytelnią i sala konferencyjna[12].
- Żuraw (Gdańsk) – budynek dawnej bramy miejskiej z dźwigiem (zbudowanej w XV wieku, w latach 50. XX wieku odbudowanej po zniszczeniach wojennych), 30.04.2024 obiekt otwarto ponownie po kilkuletnim remoncie[13].
- Ośrodek Kultury Morskiej (Gdańsk) – powstały w 2012 oddział jest nowoczesnym centrum edukacji morskiej, w którym na szeroką skalę prowadzone są zajęcia edukacyjne dla grup szkolnych; znajdują się tam dwie wystawy stałe: „Ludzie – statki – porty” (wystawa interaktywna o tematyce morskiej)[14] i „Łodzie ludów świata” (kolekcja egzotycznych łodzi z różnych stron świata)[15] oraz wystawa czasowa,
- Statek-muzeum Sołdek (Gdańsk) – pierwszy statek pełnomorski zbudowany w Polsce po II wojnie światowej (1949); zwiedzający mogą poznać konstrukcję i wyposażenie statku oraz warunki życia i pracy marynarzy w połowie XX wieku[16].
- Sala BHP Stoczni Gdańskiej (Gdańsk) – historyczne miejsce podpisania porozumień sierpniowych, w strukturze NMM od września do grudnia 2019[17], następnie przekazana NSZZ „Solidarność”[18].
- Statek-muzeum Dar Pomorza (Gdynia) – trójmasztowa fregata zbudowana w 1909; od 1930 statek szkolny polskich szkół morskich; na statku można oglądać wystawę stałą prezentującą historię jednostki, w tym m.in. postać Karola Olgierda Borchardta, który w latach 1938–1939 służył na Darze Pomorza jako starszy oficer oraz wystawy czasowe[19].
- Muzeum Wisły (Tczew) – oddział znajduje się w XIX-wiecznym budynku przemysłowym; można w nim oglądać wystawę stałą „Wisła w dziejach Polski”, ukazującą znaczenie Wisły dla polskiej gospodarki w okresie XVI-XX w., w tym różne typy łodzi, tratw i statków rzecznych używanych na Wiśle[20][21] oraz wystawę czasową.
- Centrum Konserwacji Wraków Statków (Tczew) – w Magazynie Studyjnym zwiedzający mogą oglądać m.in. fragmenty wraków statków odkrytych na dnie Bałtyku, pradawne łodzie z terenów Polski, kolekcję egzotycznych jednostek z różnych stron świata oraz historyczne polskie jachty – Opty, Dal, Kumka IV[22]; wydzieloną częścią budynku (dostępną dla zwiedzających z poziomu antresoli) jest pracownia konserwatorska, w której obiekty archeologiczne poddawane są konserwacji i rekonstrukcji[23].
- Muzeum Rybołówstwa (Hel) – oddział znajduje się w budynku XV-wiecznego kościoła ewangelickiego; można w nim oglądać wystawę stałą „Dzieje rybołówstwa na wodach Zatoki Gdańskiej”, ukazującą tradycyjne rybołówstwo i szkutnictwo kaszubskie, dzieje samego Helu, historię polskiego rybołówstwa morskiego, ekologię Bałtyku[24] oraz wystawę czasową; zwiedzający mogą również podziwiać panoramę Helu z tarasu wieży widokowej kościoła.
- Muzeum Zalewu Wiślanego (Kąty Rybackie) – prezentuje historię szkutnictwa i rybołówstwa na Zalewie Wiślanym; na wystawie znajdują się także zabytki związane z żeglarstwem, pracą na morzu, historią ratownictwa brzegowego, żeglarstwem lodowym oraz powroźnictwem[25]; można tam również oglądać wystawę czasową.
- Muzeum Archeologii Podwodnej i Rybołówstwa Bałtyckiego (Łeba) – obecnie w budowie[26].

Siedziba i oddziały Narodowego Muzeum Morskiego w Gdańsku
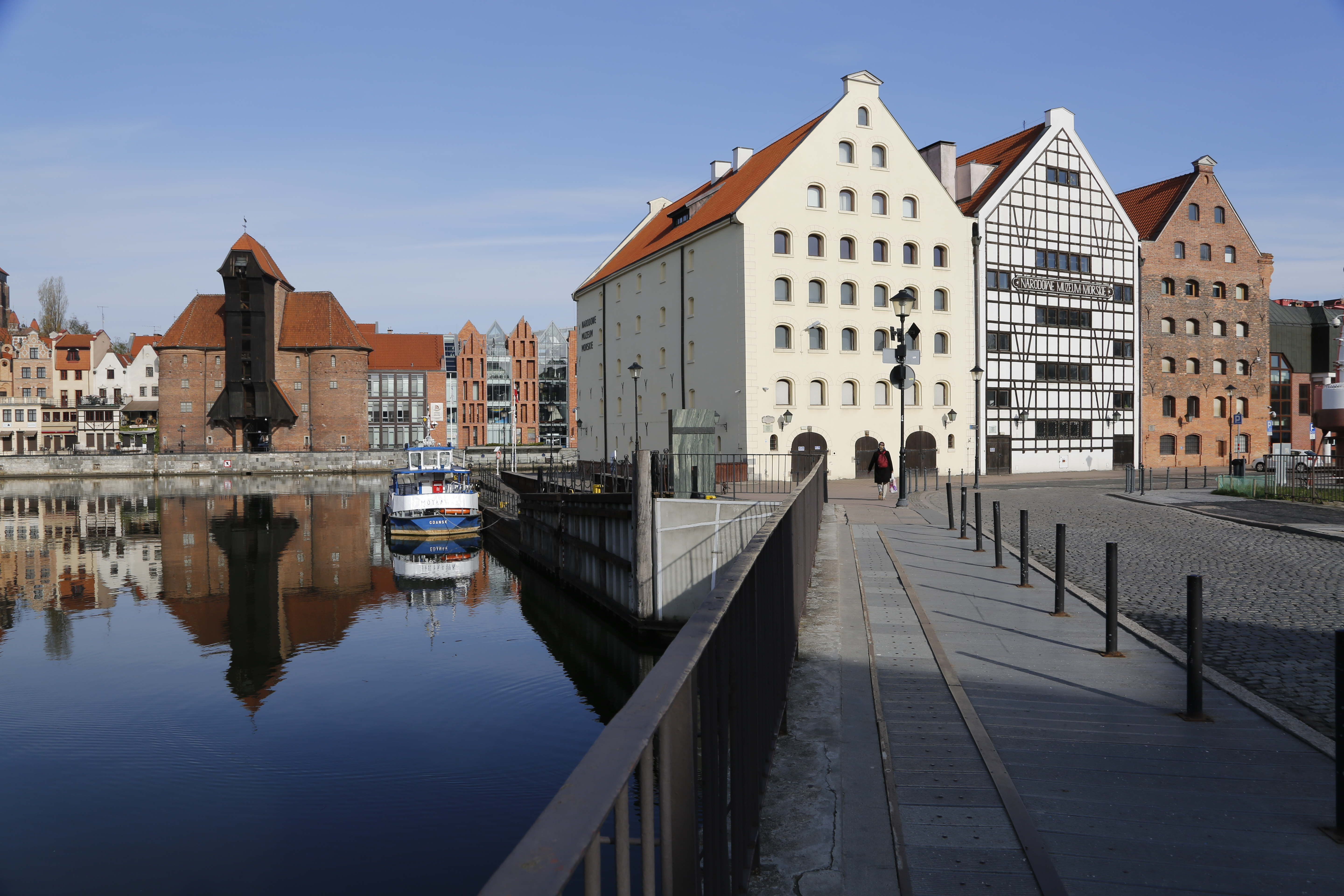
Spichlerze na Ołowiance – siedziba Muzeum
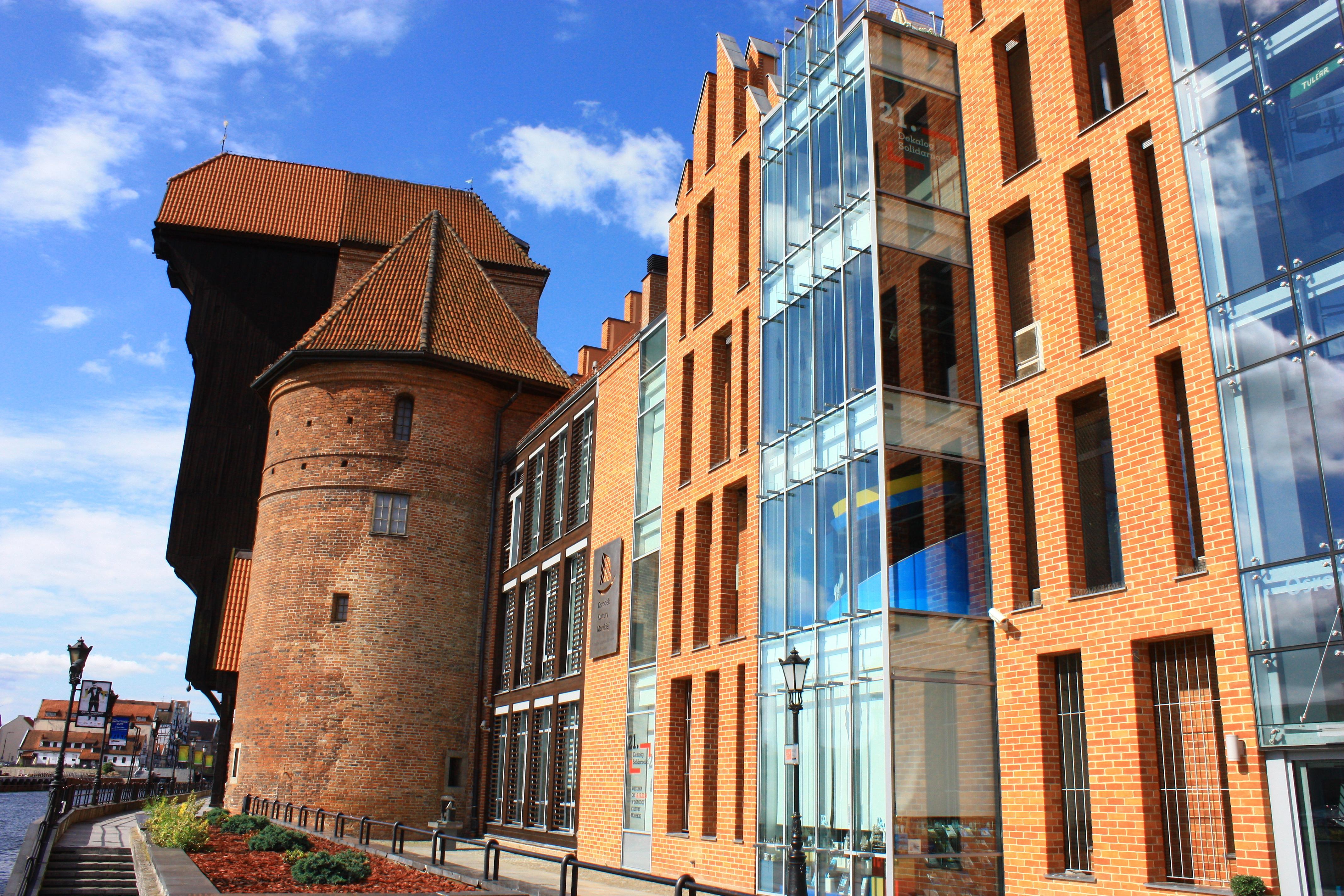
Żuraw i Ośrodek Kultury Morskiej w Gdańsku
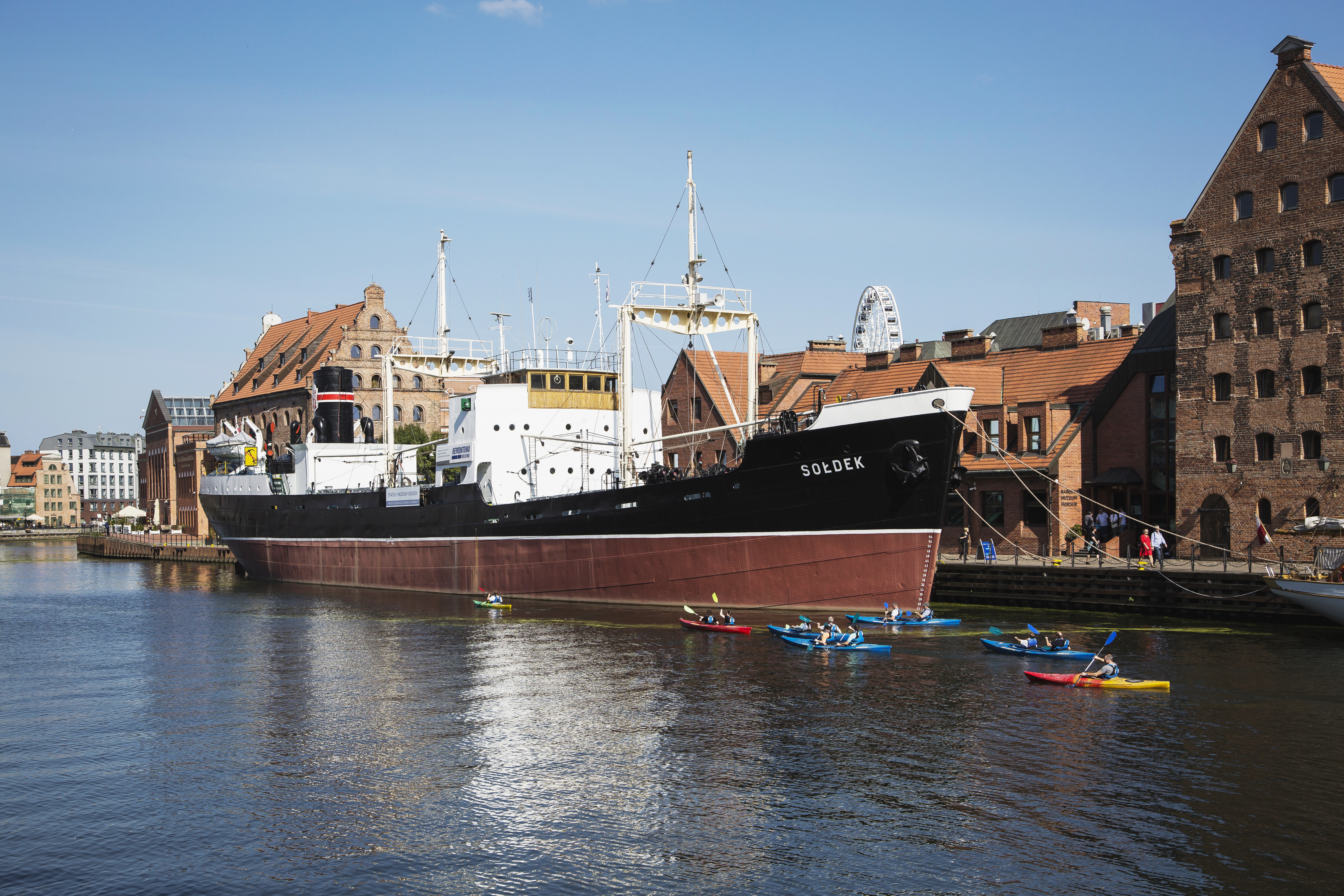
Statek-muzeum Sołdek
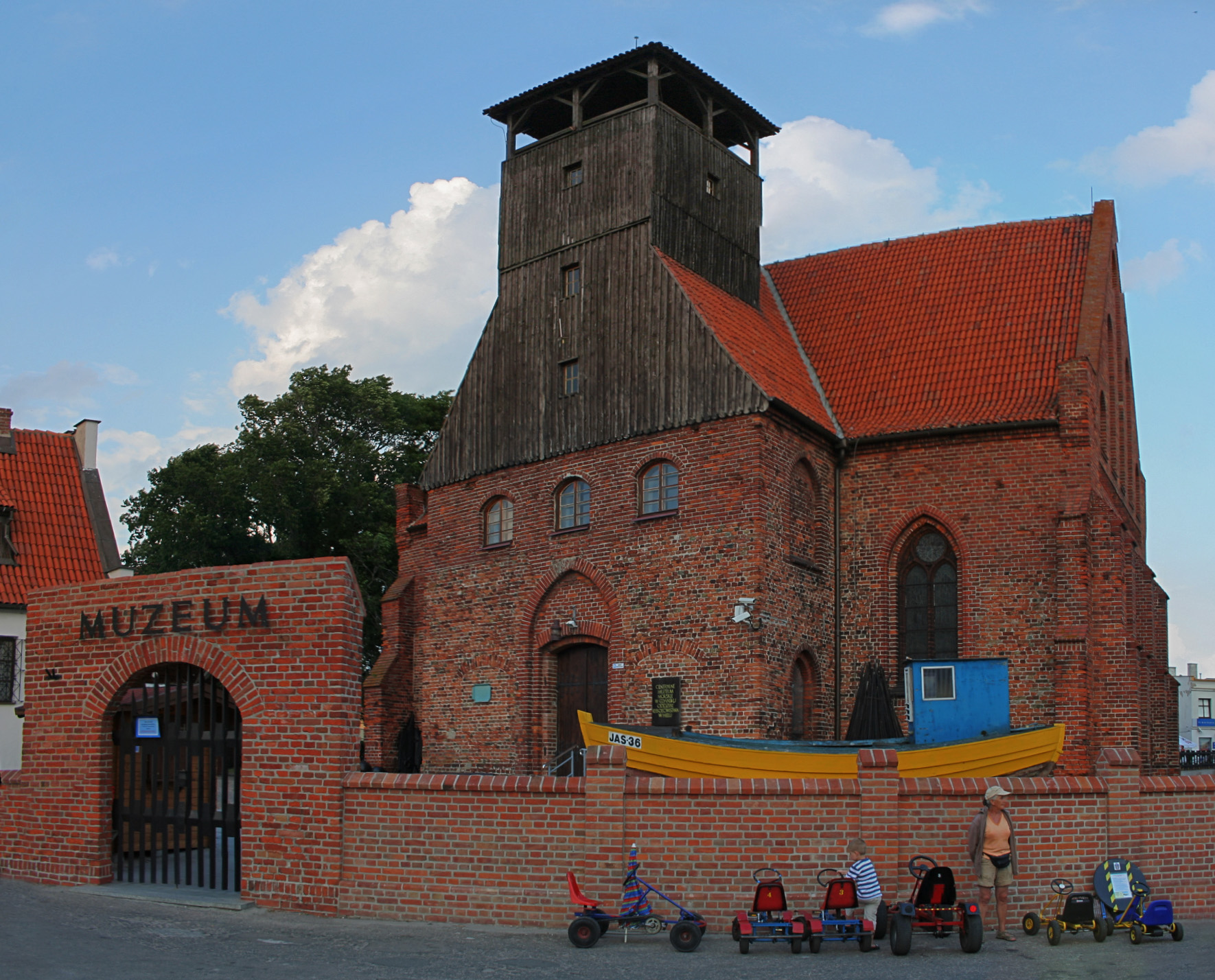
Muzeum Rybołówstwa w Helu
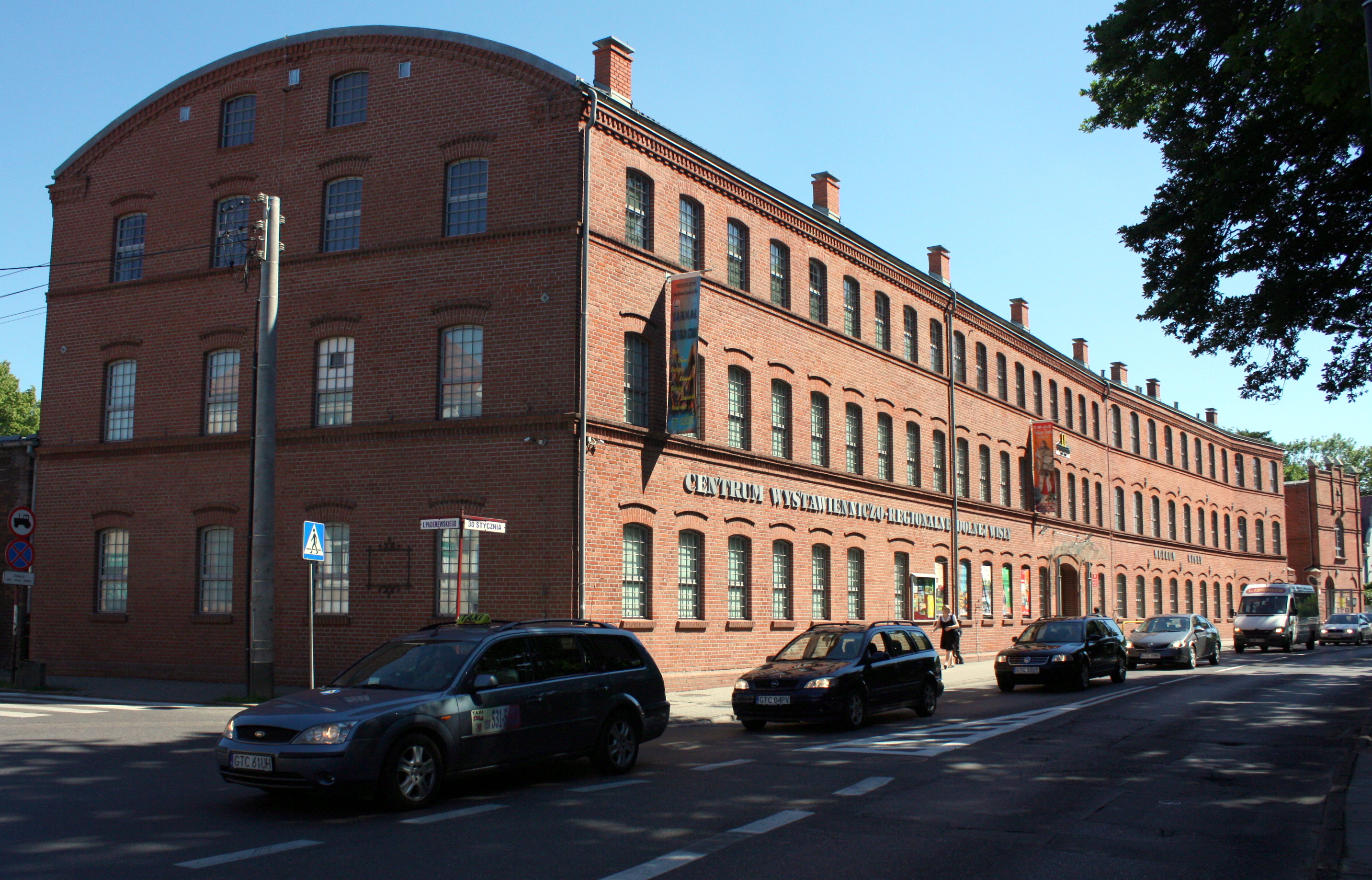
Muzeum Wisły w Tczewie
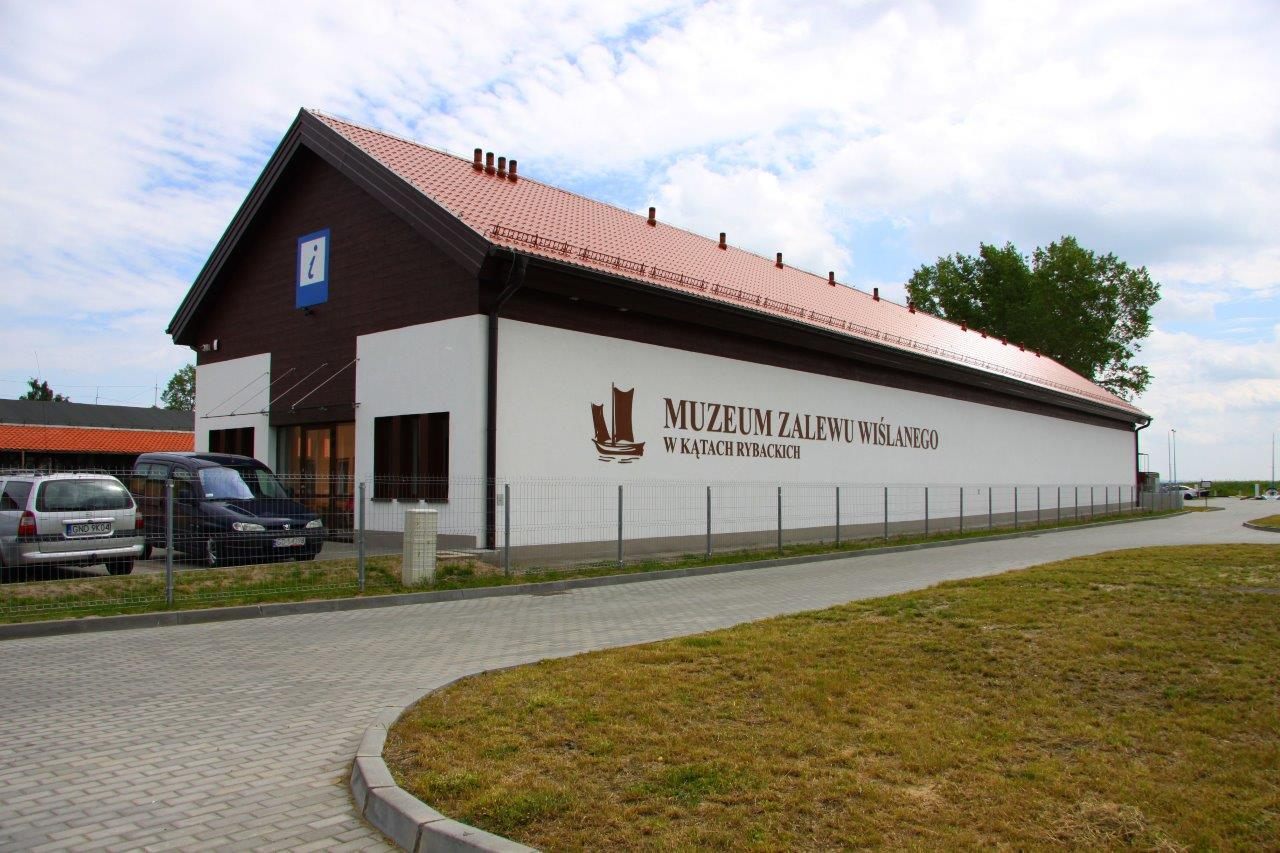
Muzeum Zalewu Wiślanego w Kątach Rybackich
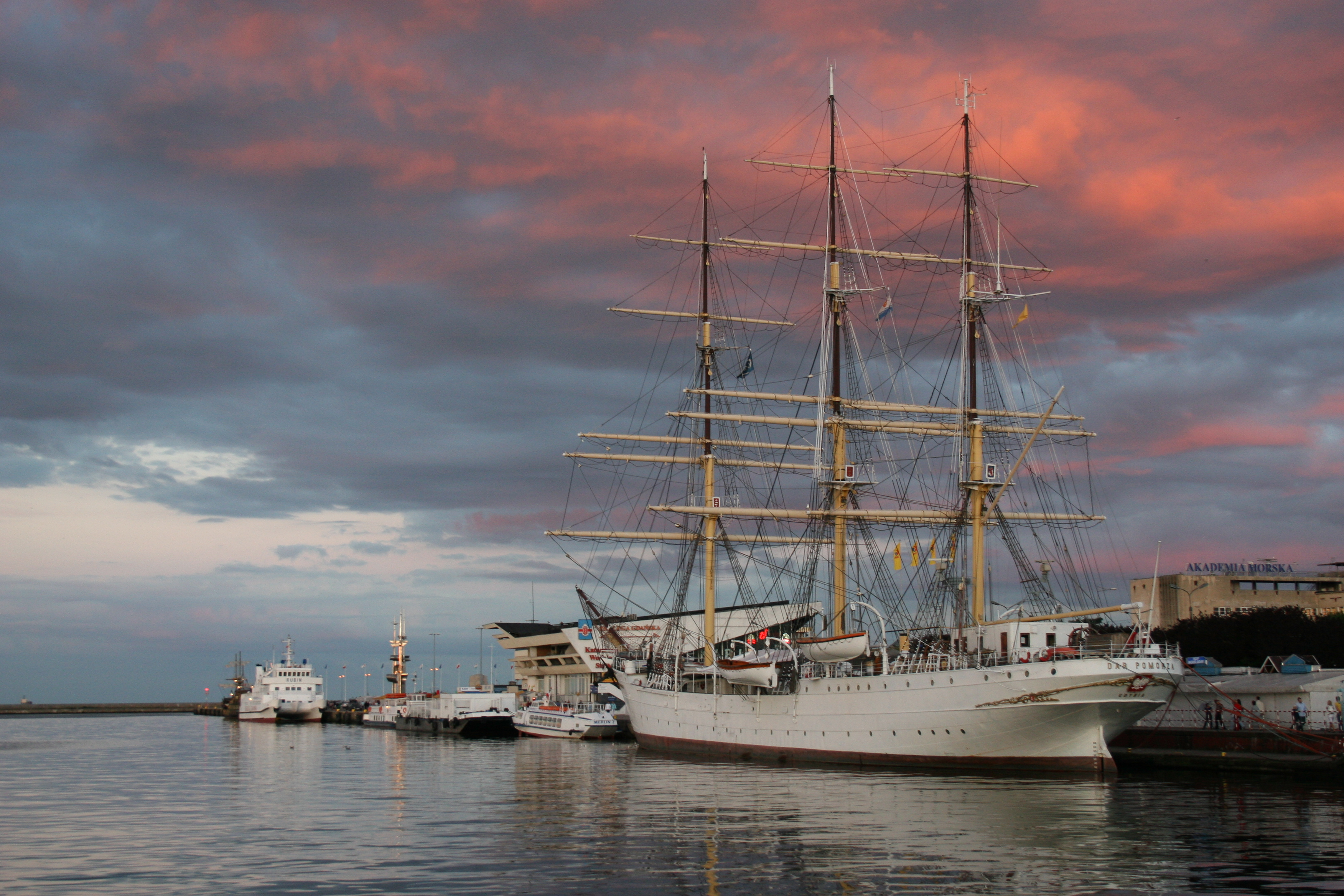
Dar Pomorza w Gdyni

## Działalność edukacyjna
Dział Edukacji Narodowego Muzeum Morskiego w Gdańsku organizuje różne działania o charakterze edukacyjnym. Są to oprowadzania z przewodnikiem po wystawach, lekcje muzealne dla grup szkolnych, zajęcia dla rodzin z dziećmi, warsztaty plastyczne dla seniorów, a także warsztaty dla osób niepełnosprawnych. Edukatorzy prowadzą również zajęcia sezonowe w czasie ferii zimowych i wakacji letnich. W Muzeum odbywają się imprezy edukacyjne o charakterze masowym, np. promujące wystawy czasowe lub będące częścią wydarzeń ogólnopolskich, takich jak Noc Muzeów, Europejskie Dni Dziedzictwa, czy Weekend seniora z kulturą.